# Семигинов
Семигинов (укр. Семигинів) — село в Стрыйской городской общине Стрыйского района Львовской области Украины.
Население по переписи 2001 года составляло 1129 человек. Занимает площадь 17,6 км². Почтовый индекс — 82471. Телефонный код — 3245.